# 문화방송 청소년 드라마
MBC 청소년 드라마는 MBC에서 청소년을 대상으로 방송되었던 TV 드라마이다.

## 역사
MBC 최초의 청소년 드라마는 1975년 7월 8일에 방영된 《제3교실》이다. 이후 한동안 청소년 드라마가 편성되지 않다가, 1987년 5월 18일 《푸른 교실》을 시작으로 다시 방송되었으며, 1990년 4월 27일 《서울 시나위》를 끝으로 또다시 중단되었다.
그러나 1992년 4월 15일 《사춘기》가 방영되면서 청소년 드라마가 부활하였고, 이후 꾸준히 제작되었으나, 1997년 11월 9일 방영된 드라마 《나》를 마지막으로 MBC의 청소년 드라마는 폐지되었다.

## 작품 리스트
- 《제3교실》 : 1975년 7월 8일 ~ 1980년 2월 26일
- 《푸른 교실》 : 1987년 5월 18일 ~ 1988년 5월 4일
- 《푸른 계절》 : 1988년 5월 11일 ~ 1989년 10월 20일
- 《서울 시나위》 : 1989년 11월 3일 ~ 1990년 4월 27일
- 《사춘기》 : 1992년 4월 16일 ~ 1995년 8월 16일
- 《나》 : 1995년 8월 22일 ~ 1997년 11월 9일